# Dominique Chryssoulis
 (septembre 2010).
Si vous disposez d'ouvrages ou d'articles de référence ou si vous connaissez des sites web de qualité traitant du thème abordé ici, merci de compléter l'article en donnant les références utiles à sa vérifiabilité et en les liant à la section « Notes et références ».
Romancière et auteure dramatique, Dominique Chryssoulis a été, jusqu’en 2013, chargée de mission au ministère français de l’éducation nationale. Aujourd’hui, elle se consacre totalement à l’écriture.

## Biographie
Sa première pièce La Fenêtre est mise en onde sur France Culture en 1989. La trilogie Sonate (La Fenêtre, Monsieur Tell, Du sable dans les chaussures) est créée en 1991 à Paris par Georges Bonnaud (avec une aide à la création du ministère de la culture) et publiée chez Actes Sud-Papiers. 
Elle se tourne ensuite vers le roman, en publie dix, dont deux reçoivent un prix littéraire.
Elle revient au théâtre avec Vie de Mathilde Sincy, adapté à la scène et créé à Paris en 2007 par René Albold (Avec une aide à la production de la SACD). 
Depuis, elle alterne romans et pièces de théâtre. En 2010, Saltimbanque est mis en scène par Elisabeth Commelin à Paris. En 2011, son roman La tectonique des plaques est adapté à la scène et monté à Paris par Camille Dalo. En 2012, Ile-variations est créé par Jeanne Coret et Jimmy Lanoë à Lorient. En 2013, Anamrhart est lu en public au théâtre du Rond-Point dans une version pupitre de Jean-Luc Paliès, aux Mardis Midi de Louise Doutreligne. 
En 2015, Nos otages est créé au Théâtre Berthelot de Montreuil dans une mise en scène d'Élisabeth Commelin. 
En 2016, La mer qu'on voit danser est créé au Théâtre Berthelot de Montreuil dans une mise en scène d'Herman Delikayan.  
En 2017, cette pièce est traduite en anglais (The crossing) et créée en langue anglaise au Théâtre de l'Opprimé à Paris dans une mise en scène de Tonya Trappe. 
À l'automne 2017 elle crée avec Simone Balazard, directrice des éditions Le Jardin d'Essai, La nouvelle revue du Jardin d'Essai. 
En 2018 paraissent au Jardin d'Essai son roman Samson de la nuit, sur le pianiste Samson François et, aux éditions L'Échappée belle, L'Assoluta de Cuba, roman sur la danseuse étoile cubaine Alicia Alonso. 
En 2019 elle publie le roman Honneur et disgrâce - Deux préfets sous l'Occupation (éd. Jourdan) et la pièce Madre mía (éd. L'Échappée belle). 
La même année la pièce Madre mía est créée au Théâtre de l'Opprimé à Paris. 
En 2020, elle cofonde Créature, collectif de femmes de théâtre de Montreuil, avec Léonore Confino, Mona El Yafi et Kelly Rivière, autrices, et Véronique Bellegarde, menteuse en scène. http://www.collectif-creature.com. 
En 2021, elle corédige avec Agnès Marietta la Charte égalité des autrices de théâtre dans le cadre des EGEET (États généraux des écrivaines et écrivains de théatre). Le document est disponible sur le site d'Artcena. 
La pièce Out est sélectionnée en 2022 par les jurys de La Mousson, des EAT, du Jardin d'Arlequin (Guérande) et du Prix PlatO (Pays de Loire). Véronique Bellegarde en propose une mise en espace en 2022 dans le carde du festival Créature à Montreuil. Elle est présentée sous c cette forme dans une quinzaine d'établissements scolaires du Grand Est.  
Risques et périls est lauréat de l'aide à la création Artcena 2023 et sera créé en 2026 par le collectif "Attention fragile" avec Mathilde Bourbin pour la mise en scène.   

## liens externes
- Site officiel de Dominique Chryssoulis